# MKS単位系
MKS単位系（エムケイエス たんいけい）とは、長さの単位メートル(metre; m)・質量の単位キログラム(kilogram; kg)・時間の単位秒(second; s)を基本単位とする、一貫性のある単位系である。
メートル法は、単位名称はメートル・グラム・秒を基準にしており、原器はメートル・キログラムを基準としているが、単位系の基礎となる基本単位は、理論上はそれらと無関係に決めることができる。MKS単位系はそうして選ばれた単位系の1つで、他に、もう1つの有力な単位系としてCGS単位系(C: centimetre G: gram S: second)、マイナーな単位系としてMTS単位系(M: metre T: ton S:second)があった。
厳密には、MKS単位系は力学の単位のみを含む。電磁気学を扱うには、電流の単位アンペア(ampere; A)を基本単位に加えたMKSA単位系とする。しかし、MKSA単位系を含め、広い意味でMKS単位系ということもある。MKSAにさらに3つの基本単位を加えたのが国際単位系 (SI) である。MKSはSIの部分集合であり、SIのうち力学の単位はMKSと共通である。

## 歴史
メートル法は当初、グラーヴを質量の基本単位として構想されていたが、施行時には、1/1000グラーヴがグラム、グラーヴがキログラムという名称になった。しかし、質量の原器は技術的な問題もありキログラムで作られた。この混乱が、のちに2つの単位系を生む一因となる。
CGS単位系は、1832年にカール・フリードリヒ・ガウスにより提唱された。公式の単位系としては、1874年英国科学振興協会 (BAAS)、1881年国際電気会議により電磁気に拡張されて採用された。MKS単位系はそれに遅れ、1889年国際度量衡局 (BIPM) により採用された。CGS単位系は、卓上の実験のスケールに合うため科学者に好まれ、一方、MKS単位系は技術者に好まれた。
そのころは電磁気学が誕生しつつあった時代で、CGS単位系はその初期に電磁気を扱えるよう拡張された。しかし、CGS単位系の電磁気の単位は量が非常に大きいか小さいかであまりに使いづらく、10の冪倍して大きさを調節した実用単位が現れた。MKSは当初は電磁気を扱わなかったが、電気工学の興盛と共にその必要性が生まれた。実用単位はCGSよりMKSと相性が良かったため、1901年、MKSと実用単位を組み合わせた単位系（のちのMKSA単位系）が提唱され広まった。
CGSとMKSの並立はその後もしばらく続いたが、1946年国際度量衡委員会 (CIPM)・1950年国際電気標準会議 (IEC) でMKSA単位系、1954年国際度量衡総会 (BIPM) でMKSAにケルビンとカンデラを追加した単位系（1971年までのSI）が採択された。1960年の国際単位系 (SI) でMKSを拡張した単位系が世界標準となり、CGSは過去のものとなった。

## 電磁気への拡張
MKSを電磁気に拡張した単位系として、電流の単位アンペア(A)を基本単位に加えたMKSA単位系がある。アンペアの代わりに電荷の単位クーロン(coulomb; C)を加えたMKSC単位系などもあるが、C = A·s、A = C/s なので、定義の順序が違うだけで中身はMKSAと同じである。
一方、CGSを電磁気に拡張した単位系は、CGS-emu、CGS-esu、ガウス単位系、ヘヴィサイド単位系と、多数ある。これは単に、物理学者に好まれ電磁気への拡張が先行していたCGS単位系において多くの試みがなされたためであり、MKSとCGSの違いによるものではない（たとえば、理論上はMKS-emu単位系を作ることもできる）。
また、これらの間の違いも、MKSとCGSの違いはあまり関係せず、どのようなやり方で拡張したかによる。4つ目の基本単位を導入するという方法（4元単位系）を使ったのはMKSAのみであり、それが主な違いを生んでいる。

## 主な単位
| 名称                     | 英語名称                 | 記号  | 組立     | 物理量         | CGS換算    |
| ------------------------ | ------------------------ | ----- | -------- | -------------- | ---------- |
| メートル                 | metre                    | m     | m        | 長さ           | 100 cm     |
| キログラム               | kilogram                 | kg    | kg       | 質量           | 103 g      |
| 秒                       | second                   | s     | s        | 時間           | 1 s        |
| 平方メートル             | square metre             | m2    | m2       | 面積           | 104 cm2    |
| 立方メートル             | cubic metre              | m3    | m3       | 体積           | 106 cm3    |
| 毎メートル               | reciprocal of meters     | m−1   | m−1      | 波数           | 0.01 K     |
| メートル毎秒             | metre per second         | m/s   | m/s      | 速度           | 100 cm/s   |
| メートル毎秒毎秒         | metre per second squared | m/s2  | m/s2     | 加速度         | 100 Gal    |
| キログラム毎立方メートル | kilogram per cubic metre | kg/m3 | kg/m3    | 密度           | 10−3 g/cm3 |
| ニュートン               | newton                   | N     | kg·m/s2  | 力             | 105 dyn    |
| ジュール                 | joule                    | J     | kg·m2/s2 | 仕事・熱量     | 107 erg    |
| ワット                   | watt                     | W     | kg·m2/s3 | 仕事率・電力   | 107 erg/s  |
| ニュートンメートル       | newton metre             | N·m   | kg·m2/s2 | 力のモーメント | 107 dyn·cm |
| パスカル                 | pascal                   | Pa    | kg/m·s2  | 圧力           | 10 b       |
| パスカル秒               | pascal second            | Pa·s  | kg/m·s   | 粘度           | 10 poise   |

組立単位の名称は、人名から命名されている。これに対しCGS単位には、エルグ、ダインといったギリシャ語から命名された単位がある。